# 海斯特·白蘭
海斯特·白兰（英語：Hester Prynne）是纳撒尼尔·霍桑在1850年创作的小说《红字》中的主角。她被描绘成一个因生育非婚生孩子而受到清教徒邻居谴责的女人，这个角色被称为“美国文学中第一批也是最重要的女主角之一”。

## 角色概述
作为美国殖民地居民，海斯特·白兰被他的丈夫送到了“新世界”，她的丈夫后来改名为罗格·奇灵渥斯，他在搬来和她一起住之前有一些事情要完成。在海斯特·白兰遇难并被美洲原住民俘虏被推定死亡后，奇灵渥斯继续在镇上担任裁缝。海斯特·白兰向当地的牧师亚瑟·丁梅斯代尔寻求安慰，在这一过程中他们产生了爱情，并且海斯特·白兰生下了牧师的孩子珠儿。由于海斯特·白兰没有丈夫，她被监禁并判处通奸罪，在余生中都必须佩戴突出的红字母“A”。
尽管受到同胞的蔑视，海斯特·白兰继续过着相对平淡的生活，在孩子出生和受到惩罚后不久，她的丈夫奇灵渥斯出现了，要求海斯特·白兰告知孩子父亲的名字，她拒绝了奇灵渥斯的要求，并且发誓不会向镇上的人透露奇灵渥斯是她的丈夫的事实。
小说家约翰·厄普代克在谈到海斯特·白兰的时候说：“她是一个如此引人入胜且略显模棱两可的人物，她是一个真正解放、挑衅的女人的有趣组合，但最终是一个接受社会强加给她的忏悔的女人。我不知道，我想她是女性困境的缩影……她是每个女人试图将自己的性与社会需求相结合的版本。”
一位分析师写道：
海斯特·白兰的所有矛盾——内疚和诚实、罪恶和圣洁、性和贞洁——使她成为美国文学中经久不衰的女英雄。她有缺陷而且复杂，最重要的是有生育能力。坏掉的好女人海斯特·白兰的想法是一个一次又一次出现的文化模因，也许是因为我们作为一个文化，仍在试图弄清楚海斯特到底是谁，以及我们对她的感受。